# Hôpital civique
L'Hôpital civique est un Hôpital fondé en 1889 dans la ville de Sherbrooke par le Conseil d’hygiène de la province de Québec. Les bureaux d’hygiène municipaux avaient des responsabilités  concernant l’hygiène, l'eau potable, les épidémies, le contrôle de l'écoulement des eaux usées et les déchets. Montréal avait créé le 3 mars 1852 un comité de santé et construit en 1886 un hôpital de quarantaine nommé l'Hôpital des varioleux. Québec avait également construit en 1834 l'Hôpital de la Marine et en 1914 un hôpital civique.
Construit par le gouvernement du Québec et la ville de Sherbrooke à la suite de nombreuses épidémies; dont l'Épidémie de variole de Montréal en 1885 qui obligea le maire de Montréal Honoré Beaugrand à faire appel à des militaires pour rétablir l'ordre. L'ampleur et la durée de cette épidémie sont aggravées par l'état sanitaire de la ville, très mauvais en cette fin de XIXe siècle et le virus de la variole, dont la virulence ne dépend pas des conditions sanitaires, mais des mesures de vaccination et de l'efficacité de la mise en quarantaine des personnes contaminées. De plus, la propagation de la maladie est grandement facilitée par des combats politiques, de mauvaises décisions, un vaccin mal maîtrisé dans certains cas et un rejet de la science par une partie de la population, influencée entre autres par l'Église catholique qui met du temps à appuyer la vaccination obligatoire, ainsi que par des médecins opposants farouches à la vaccination, tant anglophones que francophones. L'amélioration de l’hygiène publique à la suite des responsabilités partagées afin contrôler les différentes épidémies à la fin des années 1800 et le milieu des années 1900 aida sans doute a minimiser les dommages. L'établissement de Sherbrooke est confié aux Sœurs de la charité de Saint-Hyacinthe (Sœurs Grises); de 1889 à 1891, puis de 1917 à 1951 dans un nouveau bâtiment. En 1951 le bâtiment devint un centre d’hygiène et de vaccination.

## Liens extérieurs
- /Création de Conseil d’hygiène de la province de Québec.
- Hopital civique de Sherbrooke.
- /Épidémies et santé publique : la petite histoire de l’hygiène au Québec